# Eduardo Hernández-Sonseca
Eduardo Hernández-Sonseca Lorenzo (Aranjuez, 21 de juny de 1983), és un jugador de bàsquet madrileny que juga de pivot, i que ha jugat, entre d'altres, al Real Madrid, al Gran Canaria i al Club Joventut de Badalona.
Va començar ha jugar al Real Madrid B a la lliga EBA. El jugador va progressar molt ràpidament després del seu debut el 2000 amb el segon equip blanc, pujant al primer equip el 2001. Una lesió l'any 2004 li va impedir rendir al màxim i el club el va substituir per Alfonso Reyes.
Va jugar cedit una temporada al Gran Canaria on va demostrar tot el seu potencial, esdevenint el millor jugador de l'ACB a les jornades 30 i 31.

## Selecció nacional
Va debutar amb la selecció el 23 de novembre del 2002 a un partit de classificació per a l'Eurobasket del 2003.
Va entrar a una preselecció de Pepu Hernández per a la Copa del Món de Bàsquet del 2006, siguent descartat per darrere de Marc Gasol i Jordi Trias.

## Clubs
- Categories inferiors del Reial Madrid.
- Real Madrid Junior: 1999-2000.
- Real Madrid B: 2000-2002.
- Real Madrid: 2001-2004.
- CB Gran Canaria: 2004-2005.
- Real Madrid: 2005-2007.
- Joventut de Badalona: 2007-2010.
- Bizkaia Bilbao Basket: 2010-2011.
- Blancos de Rueda Valladolid: 2011-.